# Schwartzia costaricensis
Schwartzia costaricensis là một loài thực vật có hoa trong họ Marcgraviaceae. Loài này được (Gilg) Bedell miêu tả khoa học đầu tiên năm 1997.